# Véronique Jamoulle
Pour les articles homonymes, voir Jamoulle.
Véronique Jamoulle, née le 4 février 1959 à Waremme est une femme politique belge bruxelloise, membre du Parti socialiste (PS).
Elle est licenciée en droit (ULB, 1982) et juriste de profession.

## Fonctions politiques
- Ancienne Conseillère au centre public d'action sociale d'Auderghem;
- Membre du Parlement de la Région de Bruxelles-Capitale et du Parlement de la Communauté française
  - du 29 juin 2004 au 7 juin 2009
  - depuis le 17 juin 2014
    - sénatrice déléguée par le parlement bruxellois
- Conseillère communale à Auderghem.
- Députée bruxelloise depuis le 25 mai 2014